# Nyárfaszender

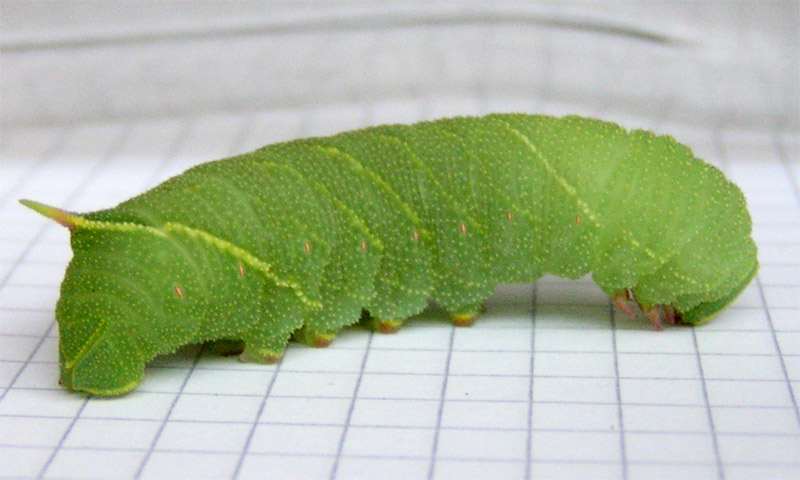
A hernyója

A nyárfaszender (Laothoe populi) a rovarok (Insecta) osztályának lepkék (Lepidoptera) rendjébe, ezen belül a szenderfélék (Sphingidae) családjába tartozó faj.

## Előfordulása
A nyárfaszender elterjedési területe Írországtól és Nagy-Britanniától kezdve Európa nagy részén át Ázsia mérsékelt és szubarktikus éghajlatú övezetéig terjed, kivéve Japánt. A természetes tájak pusztulása veszélyezteti a fajt.

## Alfajai
- Laothoe populi populi (Linnaeus, 1758)
- Laothoe populi populeti (Bienert, 1870)

## Megjelenése
A nyárfaszendernek két pár szárnya van. Szárnyfesztávolsága 9 centiméter hosszú. Színezete szürkésbarna. Hátsó szárnyán belülről vöröses sáv látható. A hernyónak egy pár rágószájszerve van. A kifejlett szender szívó szájszervvel rendelkezik.

## Életmódja
A rejtőszínű nyárfaszender napközben fatörzseken pihen, éjjel viszont szorgosan repked táplálékot, illetve partnert keresgélve. A hernyó nyárfa és fűzfa levelekkel táplálkozik, míg a felnőtt szender nem táplálkozik, hernyóként elraktározott zsírtartalékaiból él. A felnőtt nyárfaszender 3-4 hétig él.

## Szaporodása
A kifejlett szender július végén bújik elő. A nőstény a tápnövényen helyezi el, kis csomókban a petéit. A petéből hét nap múlva mászik elő a hernyó. A hernyó zöld vagy kékeszöld színű, oldalán sárga sáv húzódik, légcsövei narancsszínűek. Az utolsó szelvénye tüske módjára felmeredő fartoldalékává fejlődött, ezzel tartja távol az ellenségeit. A lárvaállapot 4-5 hétig tart. Amikor elérkezik az ideje, a hernyó beássa magát a talajba és bebábozódik. A bábállapot nyáron 3-8 hétig, télen pedig 6-8 hónapig tart.

## Rokon fajok
A nyárfaszender közeli rokona a hársfaszendernek (Mimas tiliae).

## Képek

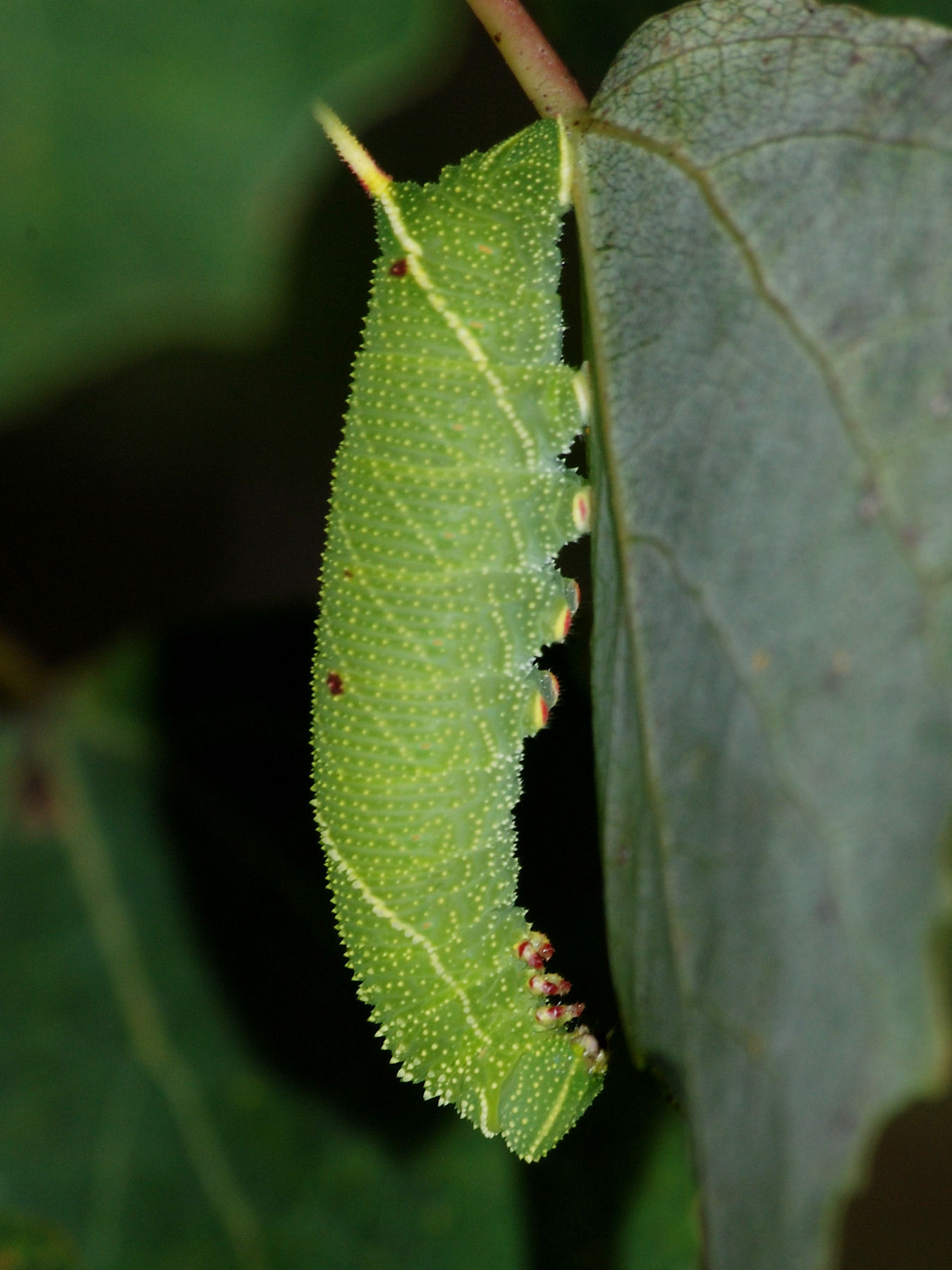
A hernyó
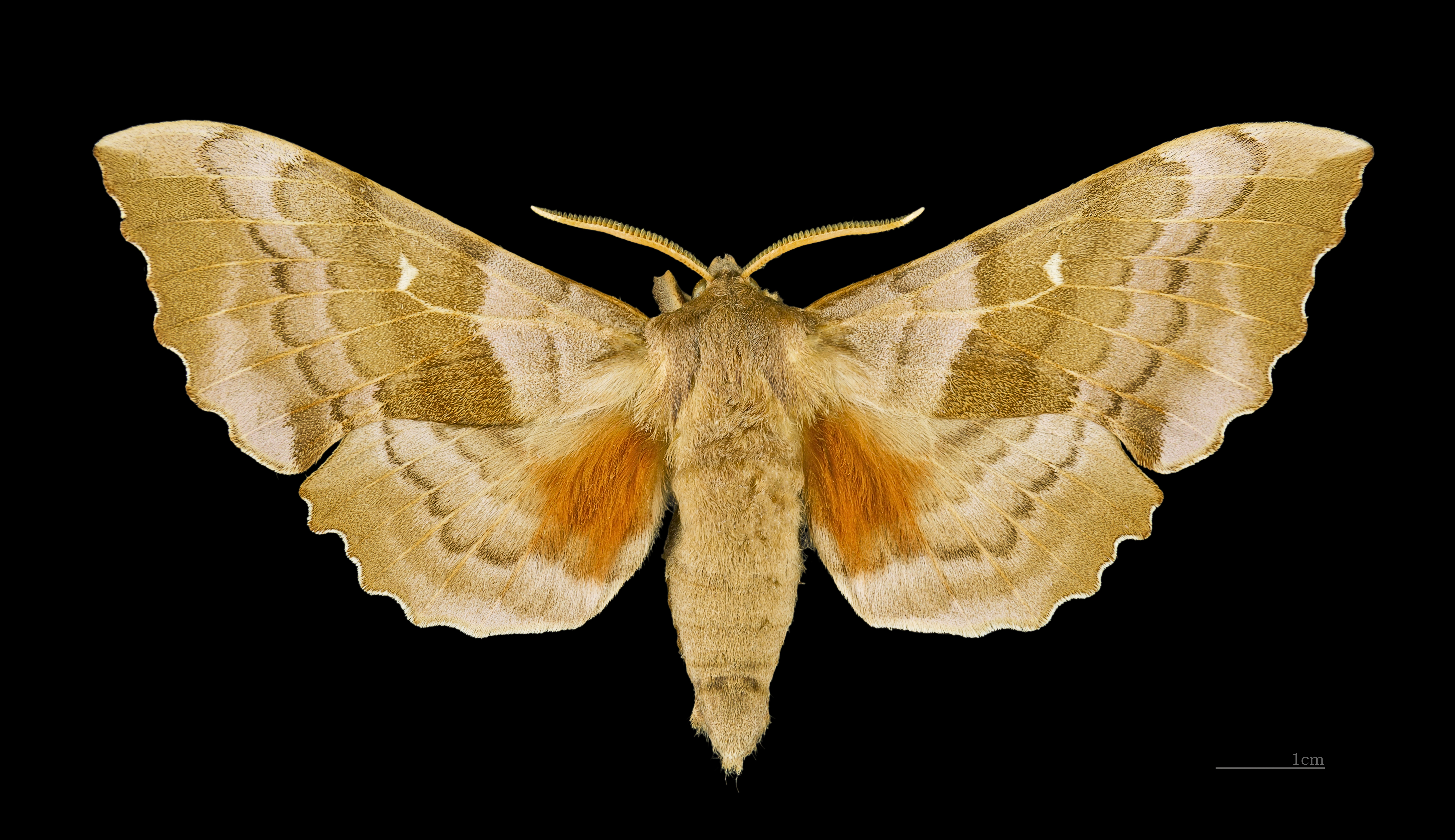
♂
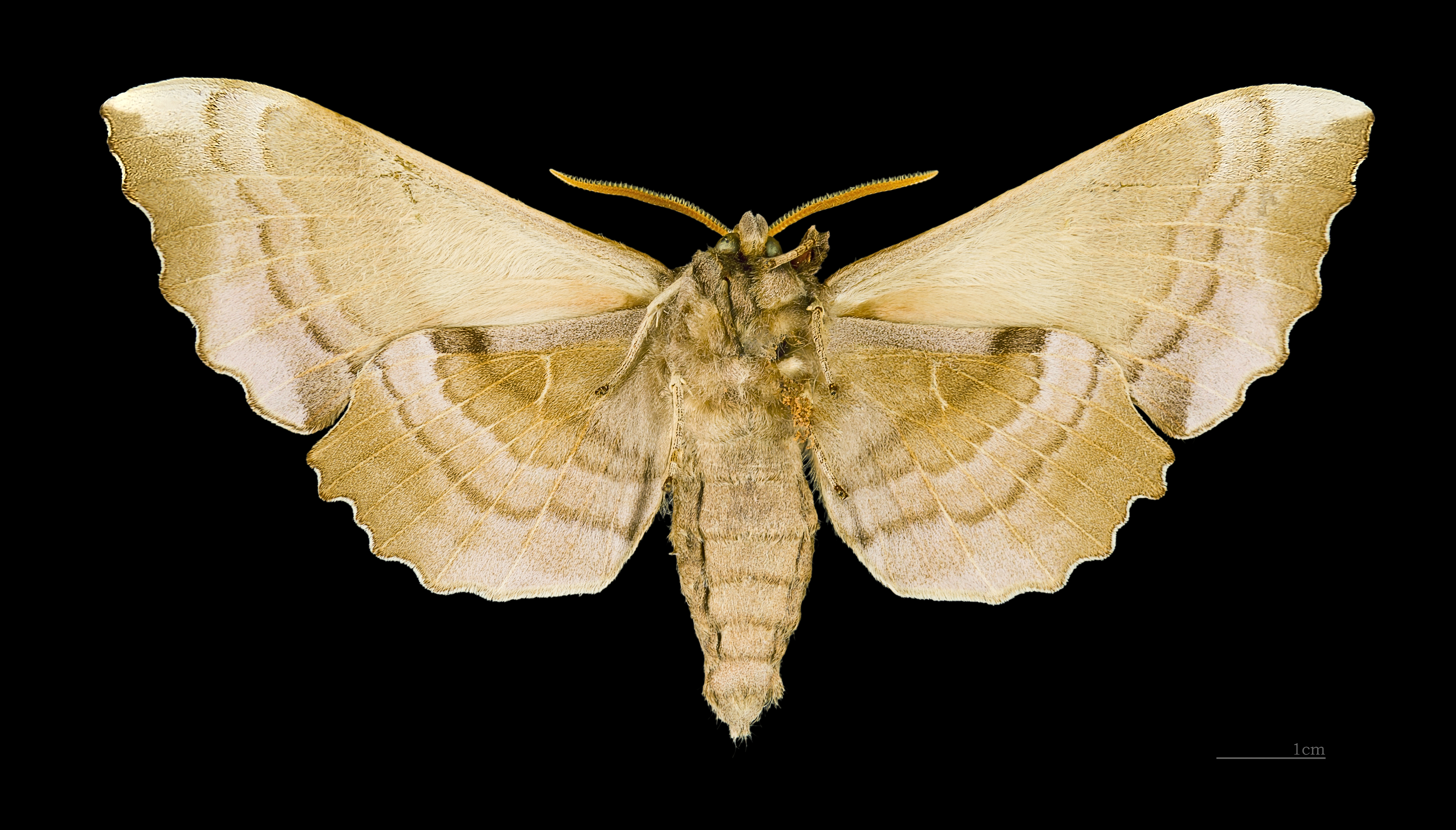
♂ △
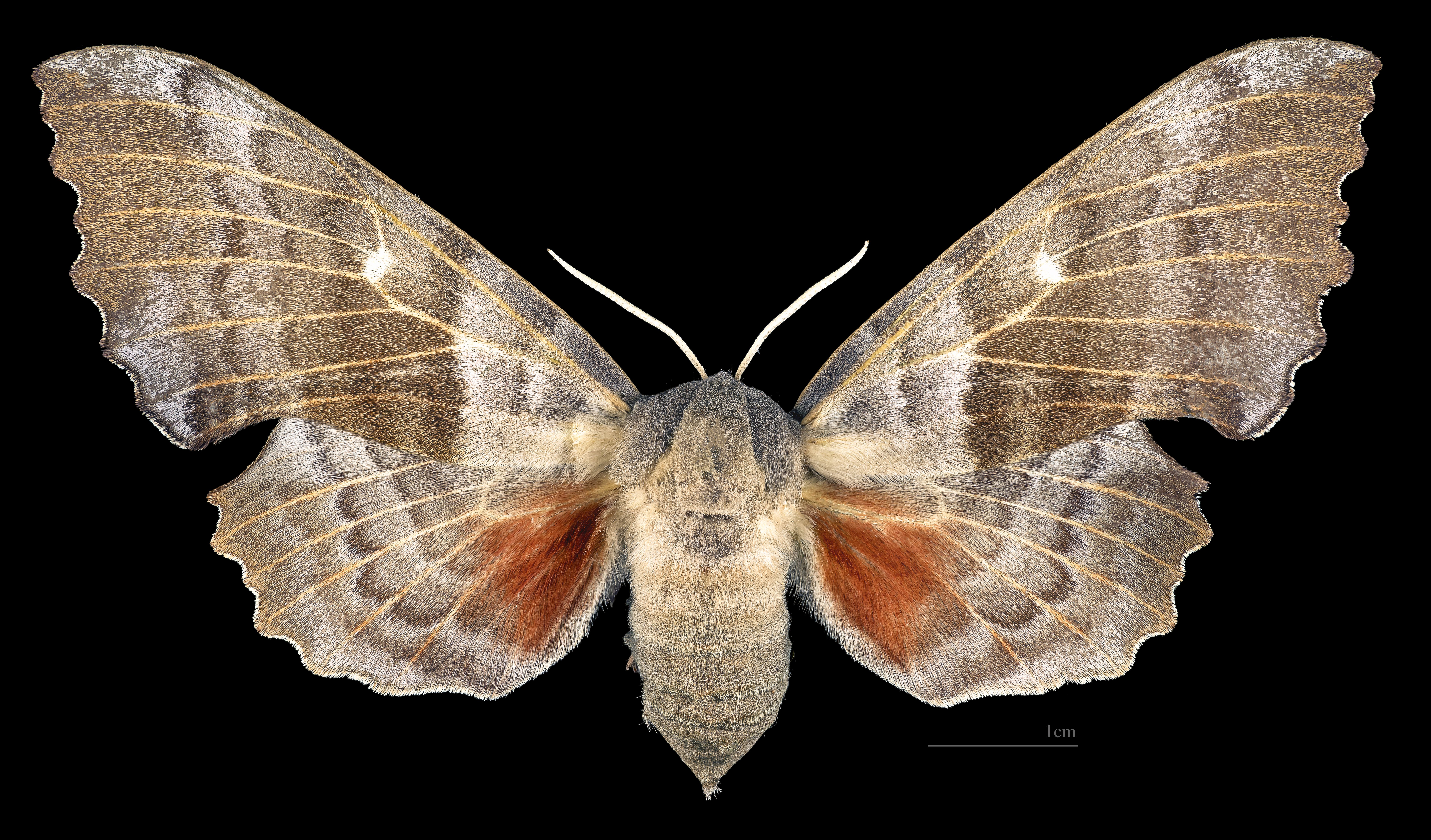
♀
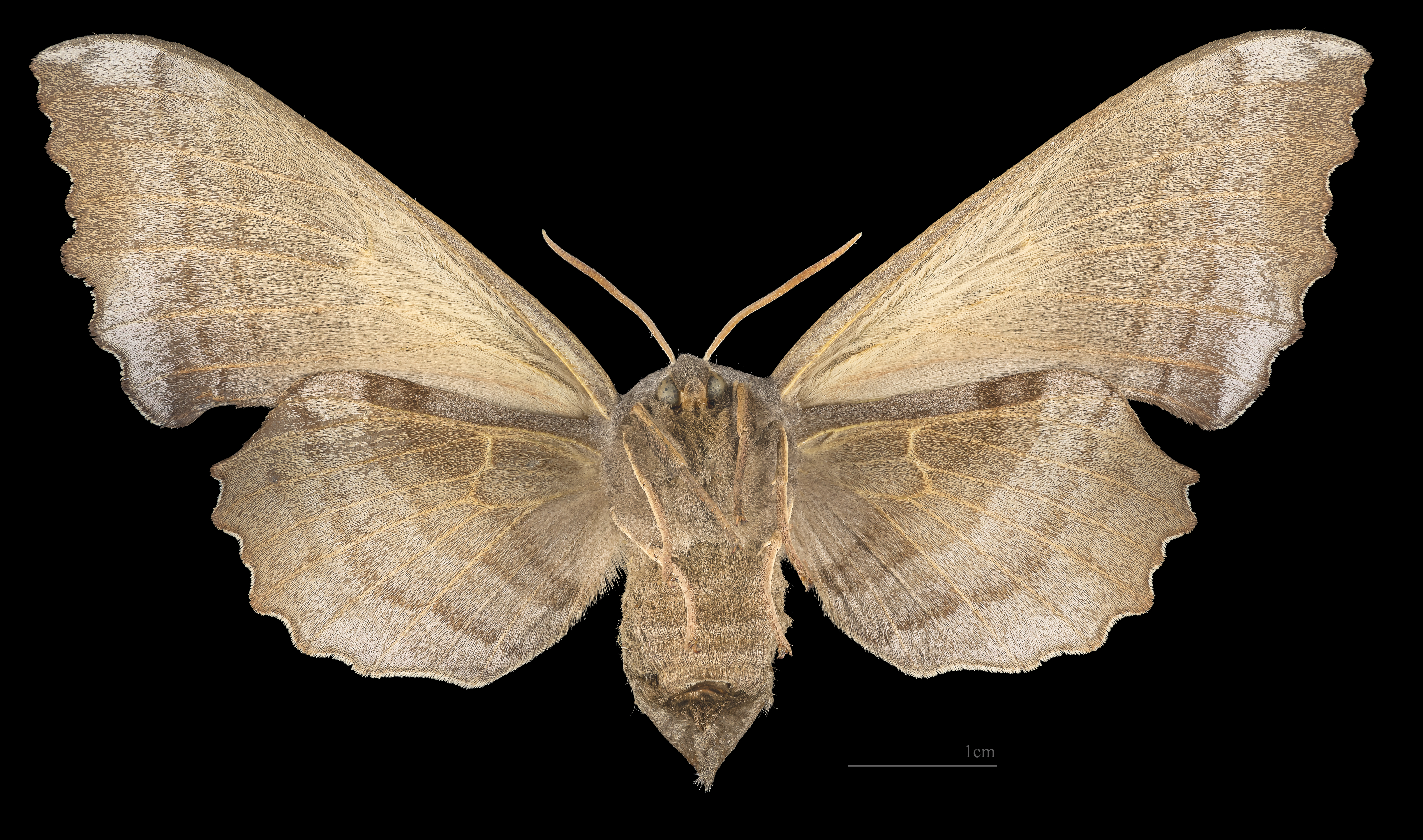
♀ △
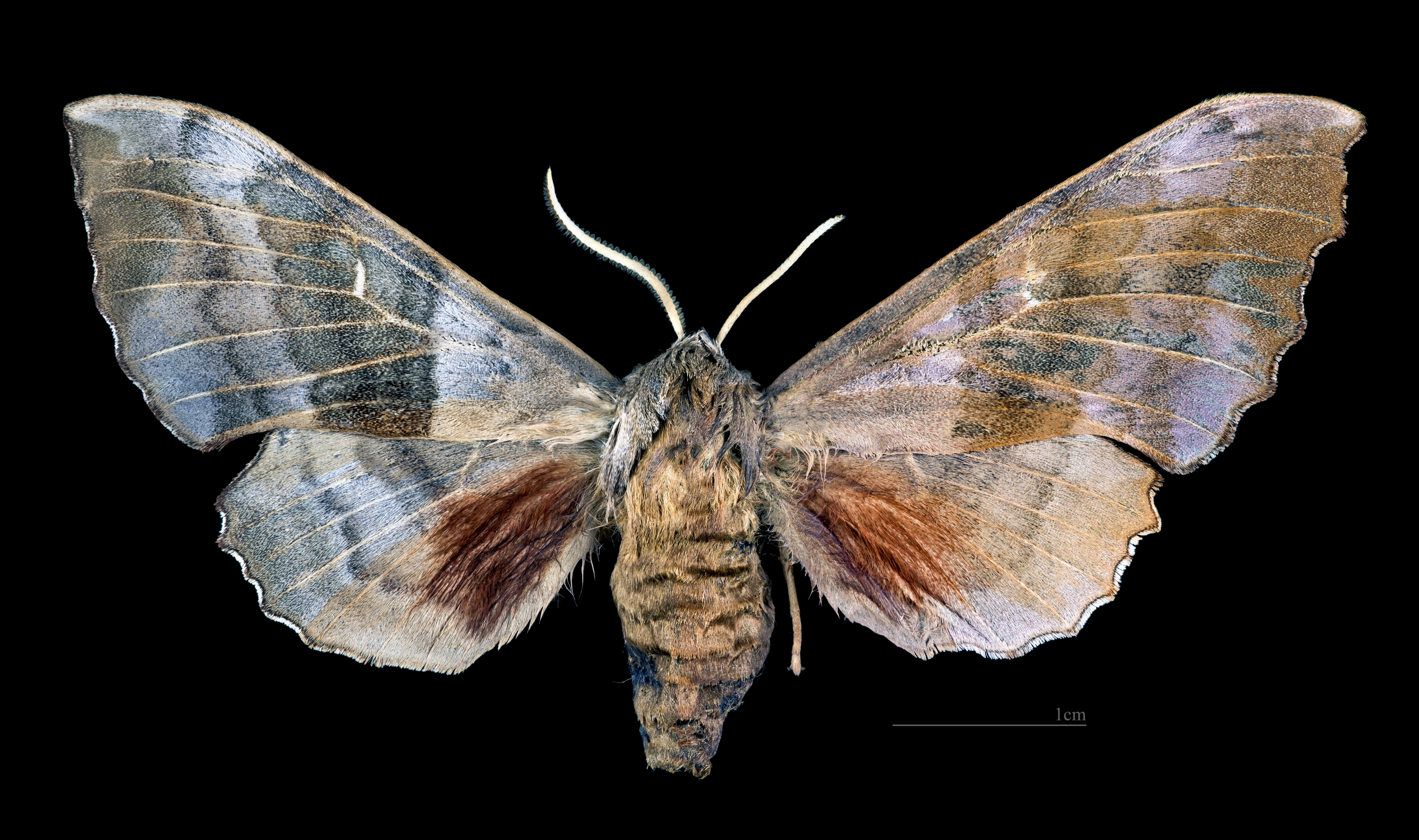
♂ ♀
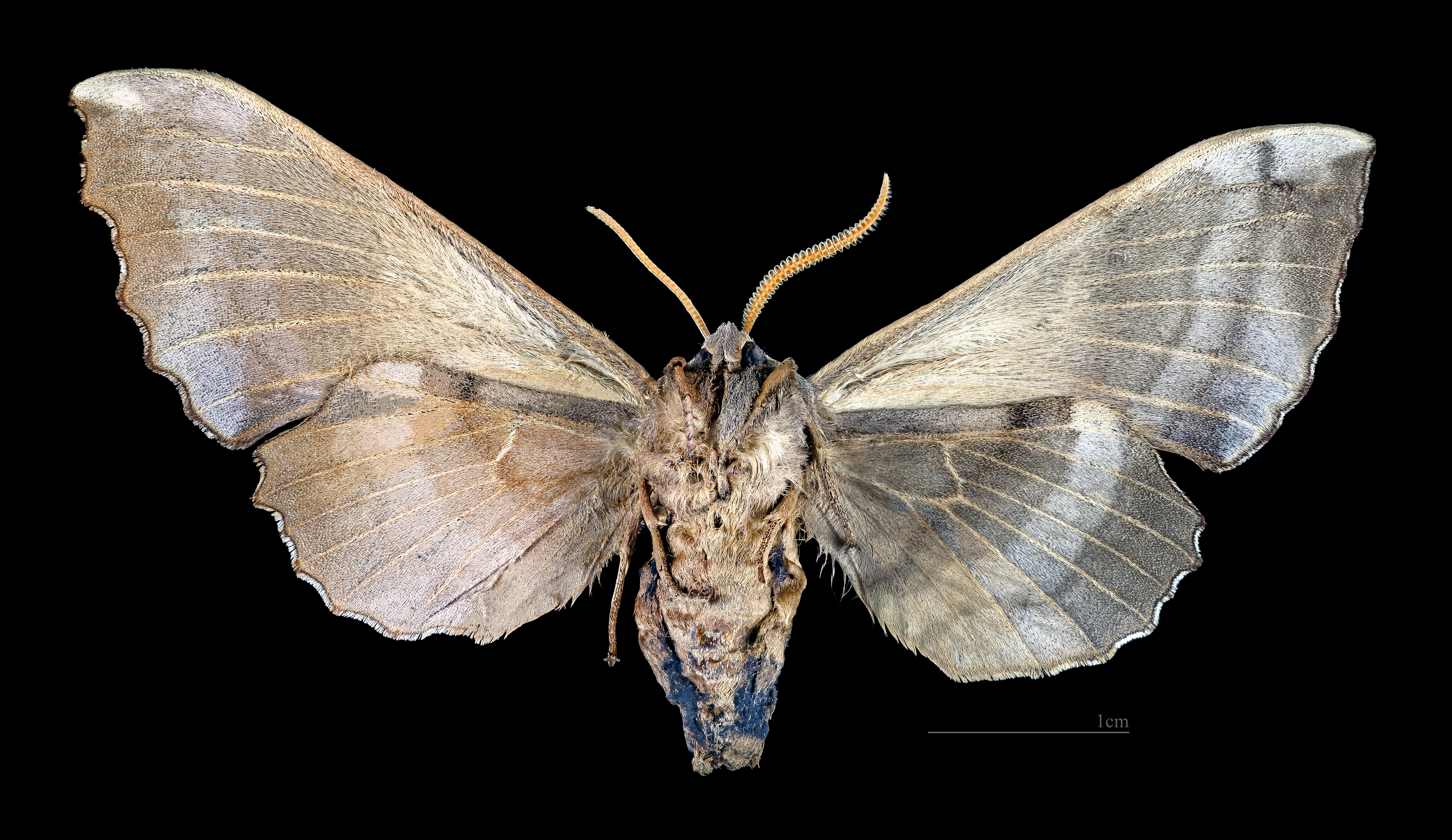
♂ ♀ △